# Aleksandr Bałandin
Aleksandr Nikołajewicz Bałandin (ros. Алекса́ндр Никола́евич Бала́ндин, ur. 30 lipca 1953 w mieście Friazino) – radziecki kosmonauta, Bohater Związku Radzieckiego (1990).

## Życiorys
W 1970 ukończył szkołę średnią nr 2 w rodzinnym mieście, a w 1976 Moskiewską Wyższą Szkołę Techniczną im. Baumana, pracował jako inżynier w biurze konstruktorskim Zjednoczenia Naukowo-Produkcyjnego „Energija” w Kaliningradzie w obwodzie moskiewskim. Uczestniczył w stworzeniu statku orbitalnego wielokrotnego użytku. W 1978 został włączony do oddziału radzieckich kosmonautów, przeszedł kurs przygotowawczy do lotu na statku typu Sojuz-TM i orbitalnym kompleksie Mir oraz na wahadłowcu Buran, we wrześniu 1989 jako inżynier pokładowy wszedł w skład załogi dublującej podczas lotu Sojuza TM-8, od 11 lutego do 9 sierpnia 1990 wraz z Anatolijem Sołowjowem wykonał lot w kosmos jako inżynier pokładowy statku kosmicznego Sojuz TM-9, pracował na stacji kosmicznej Mir. Postanowieniem Prezydenta ZSRR Michaiła Gorbaczowa z 11 sierpnia 1990 otrzymał Złotą Gwiazdę Bohatera Związku Radzieckiego i Order Lenina. Jednocześnie nadano mu tytuł Lotnika Kosmonauty ZSRR. W październiku 1994 przeszedł na emeryturę.
Stowarzyszenie Uczestników Lotów Kosmicznych (Association of Space Explorers) przyznało mu Universal Astronaut Insignia za lot orbitalny (nr 226).